# Estonska kruna
Estonska kruna (ISO 4217: EEK, estonski: Eesti kroon) bila je službeno sredstvo plaćanja u Republici Estoniji od 1928. godine do 1940. godine, te ponovo od 20. lipnja 1992. do 31. prosinca 2010., kada je zamijenjena eurom. Jedna kruna je podijeljena na 100 senti.
Kruna je prvi puta puštena u upotrebu 1928. godine kada je zamijenila estonsku marku u omjeru 100:1. Bila je u upotrebi do sovjetske invazije 1940. godine kada je uvedena ruski rubalj.
Nakon raspada SSSR-a, Estonija je ponovo uvela krunu kao sredstvo plaćanja. Dana 20. lipnja 1992. zamijenila je rubalj u omjeru 1 kruna = 10 rubalja. Estonska kruna bila je vezana uz njemačku marku (8 EEK = 1 DEM), a kada je marka zamijenjena eurom, tečaj je vezan u odnosu 1 € = 15,64664 EEK.
Dana 1. siječnja 2011. estonska kruna je zamijenjena eurom. Estonija je tada dobila svoje estonske eurokovanice.
Novčanice u optjecaju:
- 1 kruna  (1992.),
- 2 krune (1992.; 2006.),
- 5 kruna (1991.; 1992.; 1994.),
- 10 kruna (1991.; 1992.; 1994.; 2006.),
- 25 kruna (1991.; 1992.; 2002.),
- 50 kruna (1994.),
- 100 kruna (1991.; 1992.; 1994.; 1999.),
- 500 kruna (1991.; 1994.; 1996.; 2000.).

Kovanice u optjecaju:
- 5 senti (1991.; 1992.; 1995.),
- 10 senti (1991.; 1992.; 1994.; 1996.; 1997.; 1998.; 2002.; 2006.),
- 20 senti (1992.; 1996.; 1997.; 1999.; 2003.; 2004.; 2006.),
- 50 senti (1992.; 2004.; 2006.),
- 1 kruna (1992.; 1993.; 1995.; 1998.; 2000.; 2001.; 2003.; 2006.),
- 5 kruna (1993.; 1994.).

## Kovanice
| Vrijednost | Slika | promjer  | težina | obod      | materijal                                  |
| ---------- | ----- | -------- | ------ | --------- | ------------------------------------------ |
| 5 centi    |       | 15.95 mm | 1.29 g | gladak    | bakar 93%, aluminij 5%, nikal 2%           |
| 10 centi   |       | 17.2 mm  | 1.87 g | gladak    | bakar 93%, aluminij 5%, nikal 2%           |
| 20 centi   |       | 18.95 mm | 2.27 g | gladak    | bakar 93%, aluminij 5%, nikal 2%           |
| 50 centi   |       | 19.5 mm  | 3 g    | gladak    | bakar 93%, aluminij 5%, nikal 2%           |
| 1 kruna    |       | 23.25 mm | 5 g    | nazubljen | bakar 89%, aluminij 5%, cink 5% kositar 1% |
| 5 kruna    |       | 26.20 mm | 7.1 g  | nazubljen | bakar 89%, aluminij 5%, cink 5% kositar 1% |

## Novčanice
| Slika          | Slika           | Vrijednost | dimenzije   | prednja strana         | stražnja strana                  |
| prednja strana | stražnja strana | Vrijednost | dimenzije   | prednja strana         | stražnja strana                  |
| -------------- | --------------- | ---------- | ----------- | ---------------------- | -------------------------------- |
|                |                 | 1 kruna    | 140 x 69 mm | Kristjan Raud          | grad domberga u Tallinnu         |
|                |                 | 2 krune    | 140 x 69 mm | Karl Ernst von Baer    | Fakultet u Tartuu                |
|                |                 | 5 kruna    | 140 x 69 mm | Paul Keres             | Narva                            |
|                |                 | 10 kruna   | 140 x 69 mm | Jakob Hurt             |                                  |
|                |                 | 25 kruna   | 140 x 69 mm | Anton Hansen Tammsaare |                                  |
|                |                 | 50 kruna   | 140 x 69 mm | Rudolf Tobias          | Kazalište Estonije               |
|                |                 | 100 kruna  | 140 x 69 mm | Lydia Koidula          | strma obala u Sjevernoj Estoniji |
|                |                 | 500 kruna  | 140 x 69 mm | Carl Robert Jakobson   | lastavica                        |